# 圣方济各沙勿略圣殿主教座堂
圣方济各沙勿略圣殿主教座堂（白俄罗斯语:сабор святога Францішка Ксавэрыя ）是一座罗马天主教的主教座堂，位于白俄罗斯格罗德诺。它原本是一座耶稣会教堂，1991年天主教格罗德诺教区成立，遂成为主教座堂。

## 历史
该堂始建于1687年，巴洛克风格。1705年祝圣，供奉圣方济各沙勿略。1773年修道院解散，遂改为堂区教堂。第二次世界大战中，该堂得以幸存 没有严重损坏。
1960年，该堂正式关闭。共产党当局试图将其改为博物馆或音乐厅。1987年该堂恢复宗教仪式。1990年，该堂升格为宗座圣殿，一年后又成为天主教格罗德诺教区的主教座堂。